# Diversidad sexual en Túnez
Las personas LGBTI en Túnez enfrentan desafíos legales que no son experimentados por los residentes heterosexuales. La actividad sexual entre personas del mismo sexo es ilegal, sin embargo, hay al menos cinco grupos de derechos LGBT organizados en el país africano: Asociación Shams, Mawjoudin, Damj, Chouf, y Kelmty.
Según el informe de 2018 del Departamento de Estado de los Estados Unidos sobre los derechos humanos en Túnez, "las autoridades utilizan ocasionalmente [la ley anti-sodomía] para detener e interrogar a las personas sobre sus actividades y orientación sexual, según los informes, en ocasiones solo por su apariencia".
Los tunecinos LGBT enfrentan tanto discriminación legal como social. Los informes de rechazo familiar, violencia en espacios públicos y dentro de las familias, y suicidios son bastante comunes.

## Historia

### Historia temprana
Desde fines del siglo XVIII hasta principios del siglo XIX, los hombres homosexuales desempeñaban roles sociales en Túnez similares a los de otras partes del mundo musulmán a pesar de la estigmatización. Sirvieron como intermediarios entre espacios masculinos y femeninos durante las celebraciones de bodas, eran invitados a las casas de los hombres en presencia de sus esposas y podían ingresar en espacios privados reservados para mujeres en un estado similar al de los ciegos.

### Regla de Zine El Abidine Ben Ali
En 2008, el Gobierno de Túnez fue uno de los copatrocinadores de la declaración de oposición a la resolución de la Asamblea General de la ONU de ese año y la declaración que pedía la despenalización de las relaciones sexuales entre personas del mismo sexo en todo el mundo.
Durante el gobierno de Zine El Abidine Ben Ali, el régimen filtró información gay y lésbica y páginas de citas.

### Periodo posterior a la Primavera Árabe
Después de la Revolución Tunecina y la elección de la Asamblea Constituyente de Túnez de 2011, el entonces Ministro de Derechos Humanos y Justicia Transicional, Samir Dilou, comentó en la televisión nacional que la homosexualidad no era un problema de derechos humanos, sino una condición que necesitaba tratamiento médico. Amnistía Internacional condenó esta declaración. En junio de 2012, el Gobierno rechazó la recomendación del Consejo de Derechos Humanos de las Naciones Unidas de despenalizar las relaciones sexuales entre personas del mismo sexo, argumentando que era un concepto occidental en desacuerdo con el Islam, la cultura tunecina y las tradiciones. Los críticos han argumentado que la legislación contra los homosexuales se aprobó bajo la Túnez francesa, aunque la propia Francia no tenía tales leyes al respecto en ese momento.

## Legalidad de la actividad sexual entre personas del mismo sexo.
El artículo 230 del Código Penal de 1913 (modificado en gran medida en 1964) decreta el encarcelamiento de hasta tres años por actos privados de sodomía entre adultos que consienten.
Los travestis no son expresamente ilegales, aunque las personas transgénero, junto con las personas homosexuales, a menudo son acusadas de violar el artículo 226 del Código Penal nacional que prohíbe los "ultrajes contra la decencia pública".
El 7 de diciembre de 2016, dos hombres tunecinos fueron arrestados bajo sospecha de actividad homosexual en Susa, "analizados analmente" (véase siguiente apartado) y obligados a firmar confesiones de haber cometido "sodomía". El 11 de marzo de 2017, mientras estaban en libertad bajo fianza, fueron condenados a ocho meses de prisión.
La asociación local de LGBT, Asociación Shams, ha informado que desde la revolución tunecina en 2011, un número cada vez mayor de hombres gay ha sido encarcelado: 127 en 2018, en contraste con 79 en 2017 y 56 en 2016. En abril de 2019, al menos 22 arrestos se han realizado hasta ahora en 2019.

### Prueba anal forzada
En el pasado, el gobierno tunecino utilizó pruebas anales forzadas para determinar si las personas habían cometido sodomía. La práctica fue criticada por grupos de derechos humanos y médicos tunecinos. Si el individuo, acusado de homosexualidad, se niega a ser "analizado analmente", las autoridades verían este rechazo como evidencia de culpabilidad. En junio de 2017, un adolescente de 16 años de edad fue condenado a 4 meses de cárcel por homosexualidad después de negarse a ser "analizado analmente".
En septiembre de 2017, el ministro Mehdi Ben Gharbia acordó detener las pruebas anales forzadas como prueba de homosexualidad. Ben Gharbia le dijo a la Agencia France-Presse que las autoridades aún podían realizar pruebas anales en hombres sospechosos de ser homosexuales, pero "estos exámenes ya no se pueden imponer por la fuerza, física o moral, o sin el consentimiento de la persona interesada". Además, dijo que Túnez estaba "comprometido a proteger a la minoría sexual de cualquier forma de estigmatización, discriminación y violencia", y agregó que "la sociedad civil primero debe estar preparada" para tal cambio en un país musulmán. Sin embargo, a partir de 2019, los informes de las asociaciones locales de derechos humanos y LGBT confirman que los tribunales aún ordenan pruebas anales para determinar si un sospechoso es gay o no durante 2018 y 2019.

### Esfuerzos de despenalización
La Association Shams ha abogado durante mucho tiempo por la derogación del artículo 230. Varias organizaciones civiles, como la Asociación Tunecina de Mujeres Democráticas, también han estado presionando para su derogación.
En junio de 2012, el ministro de Derechos Humanos, Samir Dilou, rechazó la recomendación del Comité de Derechos Humanos de las Naciones Unidas para Túnez de despenalizar los actos sexuales entre personas del mismo sexo, afirmando que el concepto de "orientación sexual es específico de Occidente" y está anulado por la ley tunecina, que "describe claramente a Túnez como un país árabe musulmán". En respuesta, Amanullah De Sondy, profesor asistente de Estudios Islámicos de la Universidad de Miami, dijo: "Parece que el ministro afirma que el artículo 230 trata de defender el Islam, pero es una ley colonial francesa que se impuso en 1913 y no tiene nada que ver con el Islam o las tradiciones árabes tunecinas ".
En 2014, se lanzó una campaña en Facebook para derogar las leyes penales utilizadas contra las personas LGBT en Túnez. Un representante de esta campaña expresó su interés en crear un grupo registrado en Túnez para hacer campaña por estas reformas legales. Varias oenegés en Túnez, incluida la Asociación Tunecina de Mujeres Demócratas, solicitaron al Gobierno que derogue la ley penal contra la homosexualidad.
En octubre de 2015, el ministro de Justicia Mohammed Saleh bin Aissa pidió la abolición del artículo 230, pero fue rápidamente reprendido por el presidente de Túnez, Béji Caïd Essebsi, quien dijo: "Esto no sucederá".
La organización internacional no gubernamental Human Rights Watch publicó un informe en marzo de 2016 en el que instaba al gobierno tunecino a despenalizar las conductas consensuales entre personas del mismo sexo y señaló que la actual discriminación contra hombres homosexuales y hombres que se percibían como homosexuales estaba sujeta a graves abusos contra los derechos humanos "incluidos palizas, exámenes anales forzados y tratamiento rutinario humillante". Gran parte del informe fue extraído del tratamiento realizado a los "Kairouan Six", seis estudiantes en Kairouan que fueron detenidos y castigados en virtud del artículo 230.
El 15 de junio de 2018, el Comité de Libertades Individuales e Igualdad (COLIBE), un comité presidencial compuesto por legisladores, profesores y defensores de los derechos humanos, recomendó al presidente Essebsi la despenalización de la homosexualidad en Túnez. El diputado Bochra Belhaj Hmida dijo a NBC News que la recomendación del comité sobre la homosexualidad "es la derogación absoluta del artículo 230". El comité propuso una segunda opción, que es reducir el castigo a una multa de 500 dinares, sin riesgo de ser encarcelado. El comité escribió en su informe: "El estado y la sociedad no tienen nada que ver con la vida sexual entre los adultos... las orientaciones y opciones sexuales de los individuos son esenciales para la vida privada". 
La propuesta de la comisión enfrentó una fuerte oposición por parte de los conservadores religiosos, quienes afirmaron que "erradicará la identidad tunecina" y la compararon con el "terrorismo intelectual [sic]".

## Reconocimiento de relaciones legales del mismo sexo
El Código de Familia de Túnez define el matrimonio como una unión entre un hombre y una mujer en Túnez. El matrimonio entre personas del mismo sexo o las uniones civiles no están legalmente reconocidas.

## Identidad y expresión de género
No hay reconocimiento legal para las personas transgénero o no conformes con el género. El 22 de diciembre de 1993, el Tribunal de Apelaciones de Túnez rechazó una solicitud de una mujer trans para cambiar su género legal de hombre a mujer. La sentencia del Tribunal declaró que su cambio de género es una "operación voluntaria y artificial" que no justifica un cambio en el estado legal.

## Sociedad civil y cultura LGBT
En 2015, la Asociación Shams (en árabe: جمعية شمس‎) se formó como la primera organización de derechos LGBT de Túnez. El 18 de mayo de 2015, Shams recibió el reconocimiento oficial del gobierno como organización. El 10 de diciembre de 2015, que es el Día Internacional de los Derechos Humanos, el grupo Shams se unió a grupos activistas locales para protestar por la discriminación en curso contra la comunidad LGBT de Túnez.
Hay al menos cinco organizaciones de derechos LGBT: Shams, Mawjoudin (en árabe: موجودين‎), Damj, Chouf, y Kelmty.
En mayo de 2016, varias asociaciones LGBTI organizaron una pequeña y discreta recepción de orgullo gay en Túnez. Las asociaciones también organizaron eventos y manifestaciones públicas para conmemorar el Día Internacional contra la Homofobia en mayo.
Una estación de radio en línea que atiende a la comunidad LGBT comenzó a transmitir en diciembre de 2017, se cree que es la primera de su tipo en el mundo de habla árabe. 

### Medios de comunicación
En marzo de 2011, se lanzó la primera revista en línea de Túnez para la comunidad LGBT del país, Gayday Magazine. Historias y entrevistas relacionadas con la comunidad del país, las portadas de la publicación consistieron en títulos en inglés y francés. En 2012, Gayday fue hackeado, ya que los piratas informáticos homófobos se hicieron cargo de las cuentas de correo electrónico, Twitter y Facebook de la publicación. Estos ataques se produjeron en el momento culminante de una campaña internacional de la que forma parte la revista Gayday, para crear conciencia sobre la masacre de homosexuales y emos en Irak. 
Fadi Krouj es el editor en jefe y creador de Gayday Magazine. Al comentar sobre el Día Internacional contra la Homofobia, la Transfobia y la Bifobia en 2012, Fadi dijo: "La comunidad LGBT tunecina en Túnez ha comenzado a movilizarse y formar discretamente su base de apoyo. Las reacciones al activismo principalmente en línea hasta ahora se encontraron con las declaraciones homófobas y radicales del actual Ministro de Derechos Humanos, Samir Dilou. Describió la homosexualidad como una enfermedad mental que requiere tratamiento y aislamiento, y describió los valores y tradiciones sociales como líneas rojas que no deben cruzarse ".

### En el cine
Varias películas tunecinas abordan la atracción hacia personas del mismo sexo: Man of Ashes (1986), Bedwin Hacker (2003), Fleur d'oubli (2005), The String (2010) e Histoires tunisiennes (2011). 
En enero de 2018, tuvo lugar el Festival de Cine Queer de Mawjoudin. Fue organizado por la asociación Mawjoudin y fue el primer festival de cine que celebra a la comunidad LGBT en Túnez y en todo el norte de África. La segunda edición del festival se llevó a cabo del 22 al 25 de marzo de 2019 en el centro de Túnez.

### Prostitución masculina
La prostitución masculina se produce en centros turísticos tunecinos. En 2013, Ronny De Smet, un turista belga, fue sentenciado a tres años de prisión por intento de seducción homosexual en lo que él cree que fue una operación encubierta de la policía local para extorsionar dinero. De Smet fue puesto en libertad tres meses después del incidente.

## Política
En 2019, antes de las elecciones presidenciales de 2019, el abogado y activista LGBT Mounir Baatour anunció su candidatura para presidente, convirtiéndolo en el primer hombre homosexual en postularse para presidente en Túnez y el mundo árabe.

## Opinión pública
La opinión pública sobre los derechos LGBT en Túnez es compleja. Según una encuesta realizada en 2014 por la ILGA, el 18% de los tunecinos estaba a favor de la legalización del matrimonio entre personas del mismo sexo, con el 61% en contra.
Durante una entrevista televisiva en febrero de 2012, el ministro de Derechos Humanos, Samir Dilou, declaró que "la libertad de expresión tiene sus límites", la homosexualidad es "una perversión" y que las personas homosexuales deben ser "tratadas médicamente". Sus comentarios fueron condenados por algunos miembros de la sociedad tunecina que publicaron imágenes pro-LGBT en sitios de redes sociales.
Una encuesta de opinión realizada por Elka Consulting en 2016 mostró que el 64.5% de los tunecinos creía que "los homosexuales deberían ser castigados", mientras que el 10.9% dijo que "los homosexuales no deberían ser castigados".